# ありがとう (SMAPの曲)
「ありがとう」は、SMAPの40枚目のシングル。2006年10月11日にビクターエンタテインメントから発売された。

## 概要
前作「Dear WOMAN」から約半年ぶりのリリース。ジャケットデザインは香取が担当。初回限定特典として5人の直筆メッセージを印刷したカードが封入されている。
草彅主演のドラマとの相乗効果からミリオンを予想する記事まであり、前評判は大きいものであった。『オリコン芸能人事典』の作品紹介では「大切な人たちへのメッセージを歌うハートウォーミングな曲」と評している。またオリコンの調査では「父の日に贈りたい曲」として、男女別、世代別、学生と社会人全てのランキングにおいて1位を獲得した。
ミュージック・ビデオは全体を通してアニメーションで構成されており、1つの物語になっている。内容は、SMAPが10匹の蟻を連れて宇宙船に乗り、月へ冒険に行くというもの（蟻が10匹と「ありがとう」をかけている）。

## アートワーク
- メンバーの写真は本作も使われてない。
- 「ありがとう」にちなんで、10匹の蟻のイラストが使われている。

## チャート成績
- 初動売上で約17.1万枚[6]を記録し、2006年（平成18年）10月23日付オリコン週間シングルチャートで初登場首位を獲得した。SMAPにとって同チャートでの1位獲得は「freebird」から7作連続、通算18作目となった。また、TOP10入りはデビューから40作連続となり、連続TOP10獲得作品数でB'zが保持していた39作連続の記録を抜き、単独1位（当時）。通算TOP10獲得作品数が40作に達したのは、サザンオールスターズ、ZARDに次ぐ3組目である。達成に要した期間はデビューから15年1か月で、ZARDの15年3か月を上回り史上最速で達成した（いずれも2016年12月9日現在）。
- 累計売上は37.7万枚（オリコン調べ）。

## 収録曲
1. ありがとう
作詞・作曲：MORISHINS' / 編曲：REO
  - 草彅剛主演 関西テレビ・フジテレビ系ドラマ『僕の歩く道』主題歌
  - TBS系『リオオリンピック2016』テーマソング[7]
2. show your smile
作詞：大智 / 作曲：大智、宮崎誠 / 編曲：森大輔
3. ありがとう（back track）
4. show your smile（back track）

## 演奏
（歌詞カードのクレジットより記載）
- REO：Programming ＆ All Other Instruments（#1）
- 石成正人：Acoustic Guitar ＆ Electric Guitar（#1）
- 弦一徹ストリングス：Strings（#1）
- MORISHIN'S、すずかけ児童合唱団、フレーベル少年合唱団]：Chorus（#1）
- 森大輔：Acoustic Piano, Programming, Chorus（#2）
- 福原将宜：Guitar（#2）

## 収録アルバム
- SMAP AID（#1）
- SMAP 25 YEARS（#1）

## ライブ・パフォーマンス
- 『SMAP×SMAP』（2006年9月18日、フジテレビ）
この回の音楽コーナー「S-Live」で披露。
テレビ初披露。
- 『うたばん 10周年記念前夜祭!』（2006年10月5日、TBS）
- 『ミュージックステーション』（2006年10月13日、テレビ朝日）
- 『SMAP×SMAP 秋の夜長スペシャル』（2006年10月16日、フジテレビ）
この回の音楽コーナー「S-Live」で披露。
- 『2006 FNS歌謡祭』（2006年12月6日、フジテレビ）
番組の大トリで披露。
- 『第57回 NHK紅白歌合戦』（2006年12月31日、NHK）
曲の中盤で同番組の瞬間最高視聴率48.8%を記録（歌手別では2年連続4度目で最多）。
- 『カミスン!』（2011年8月22日、TBS）
はじまりのうたとともに披露。
- 『SMAP×SMAP』（2013年9月9日、フジテレビ）
この回のスペシャルコーナー「前代未聞生放送ライブ! シングル50曲40分間ノンストップスペシャル」で披露。
- 『笑っていいとも! グランドフィナーレ 感謝の超特大号』（2014年3月31日、フジテレビ）
『笑っていいとも!』の司会を32年務めたタモリに向けて披露。
- 『武器はテレビ。 SMAP×FNS 27時間テレビ』（2014年7月26日・7月27日、フジテレビ）
この回のスペシャルコーナー「怒涛の超豪華27曲45分3秒! SMAPノンストップLIVE!!! SUPER MEMORIAL ADRENALIN PARTY」で披露。

他多数

## カバー
ありがとう
- ひばり児童合唱団（2009年発売のコンピレーション・アルバム『手紙・まあるいいのち〜卒業&合唱ソングコレクション〜』に収録。）

## 購買運動
- 2016年8月、SMAPが正式に解散発表されたことで、同年1月の「SMAP解散騒動」以来の購買運動が再び発生し、デイリーランキングでTOP100にSMAPの楽曲22曲がランクインされた。同曲は2位にランクインしている[8]。